# Bernhard Pensa
Bernhard Pensa (* 28. Dezember 1782 in Frankfurt am Main; † unbekannt) war ein deutscher Kaufmann und Politiker.
Bernhard Pensa war der Sohn des Seidenwarenhändlers Franz Pensa. Pensa, der katholischen Glaubens war, heiratete Maria Anna geborene Belli (1774–1868), die Tochter des Geheimrates Josef Belli (1735–1812) und der Anna Maria geborene Buchler (1744–1819).
Von 1816 bis 1830 war er Senator und von 1830 bis 1848 Schöff im Senat der Freien Stadt Frankfurt. Von 1817 bis 1827 war er Mitglied des Engeren Rates. 1820, 1829, 1831 und von 1833 bis 1835 gehörte er dem Gesetzgebenden Körper an.